# 1997 في اليونان
فيما يلي قوائم الأحداث التي وقعت خلال عام 1997 في اليونان.

## سياسة

### تعيين في المنصب
- 21 مارس – كوستاس كرامنليس Leader of the Official Opposition (Greece) [الإنجليزية]‏.

## رياضة
- 10 أغسطس – بطولة العالم لألعاب القوى 1997

## مواليد

### يناير
- 6 يناير – فاسيليس شارالامبوبولوس لاعب كرة سلة يوناني.

### فبراير
- 9 فبراير – فالنتيني جراماتيكوبولو لاعبة كرة مضرب يونانية.

### أبريل
- 8 أبريل – ديمتريس فليونيس لاعب كرة سلة يوناني.

### يوليو
- 3 يوليو – جورجيوس باباجيانيس لاعب كرة سلة يوناني.
- 20 يوليو – ديونيسيس سكوليداس

### سبتمبر
- 30 سبتمبر – أنطونيس كونياريس لاعب كرة سلة يوناني.

## وفيات

### أكتوبر
- 16 أكتوبر – أولغا أميرة اليونان والدنمارك (مواليد 1903)

### ديسمبر
- 26 ديسمبر – جاهت ارف (مواليد 1910)